# Dangu, Eure

Dangu este o comună în departamentul Eure, Franța. În 1 ianuarie 2022 avea o populație de 542 de locuitori.